# پل ۲۳۳ (تیر ۶)
پل راه آهن کیلومتر ۲۳۳ - جنب تیر۶ مربوط به دوره پهلوی اول است و در شهرستان سوادکوه، بخش مرکزی، روستای ورسک واقع شده و این اثر در تاریخ ۲۲ مرداد ۱۳۸۴ با شمارهٔ ثبت ۱۳۱۰۰ به‌عنوان یکی از آثار ملی ایران به ثبت رسیده است.